# Alpha și Omega 4: Legenda dintelui ascuțit
Alpha și Omega 4: Legenda dintelui ascuțit (engleză Alpha and Omega 4: The Legend of the Saw Toothed Cave) este un film de animație american de acțiune, familie și comedie, ce este regizat de Richard Rich și produs de compania Crest Animation Productions. Filmul reprezintă a treia continuare a francizei de filme Alpha și Omega. S-a lansat pentru prima oară pe 23 septembrie 2014 pe iTunes și Digital Download, urmând ca mai apoi să fie pus și pe DVD, Digital HD și Pay-Per-View pe 7 octombrie 2014 exclusiv în magazinele Walmart.
Filmul a fost un succes critical și comercial, obținând cel mai mult recenzii pozitive din partea criticilor și fiind aclamat pe scară largă de către fani din lumea întreagă.
Premiera în România a filmului a fost pe data de 3 decembrie 2015, pe canalul Boomerang.
O altă continuare a francizei a fost realizată după aceasta cu un an mai târziu, și anume Alpha și Omega 5: Vacanță în familie.

## Premisă
După ce exploră peștera bântuită a dintelui ascuțit și după ce găsește o lupoaică ce s-a pierdut de haita sa, Runt își face tot curajul să o ajute deoarece aceasta este oarbă.

## Voci
- Kate Higgins - Kate, Lilly, Stinky
- Ben Diskin - Humphrey
- Lindsay Torrance - Claudette
- Debi Derryberry - Runt
- Gina Bowes - Daria, Freida, Fran
- Blackie Rose - Floyd
- Dennis Cox - Lupul conducător
- Maxwell Je - Winston
- Cindy Robinson - Eve
- Bill Lader - Tony
- Chris Smith - Marcel, Paddy
- Solomon Gartner - Lyle, Link
- Jojo Blue - Lois

## Legături externe
- Alpha și Omega 4: Legenda dintelui ascuțit la Internet Movie Database